# David Hendrik Chassé
David Hendrik, Barão Chassé (18 de março 1765 - 2 de maio de 1849) foi um militar holandês que lutou a favor e contra Napoleão Bonaparte. Ele comandou a 3.ª Divisão Neerlandesa, que interveio em um momento crucial na batalha de Waterloo. Em 1830, ele bombardeou a cidade de Antuérpia, como comandante de sua cidadela, durante a Revolução Belga.